# Спаське (Рузаєвський район)
Спа́ське (рос. Спасское, ерз. Спасское) — село у складі Рузаєвського району Мордовії, Росія. Входить до складу Русько-Баймаковського сільського поселення.

## Населення
Населення — 22 особи (2010; 28 у 2002).
Національний склад (станом на 2002 рік):
- росіяни — 78 %